# (2544) Gubarev
(2544) Gubarev es un asteroide perteneciente al cinturón de asteroides, descubierto por Zdeňka Vávrová desde el Observatorio Kleť, cerca de České Budějovice, República Checa, el 6 de agosto de 1980.

## Designación y nombre
Designado provisionalmente como 1980 PS. Fue nombrado Gubarev en honor al cosmonauta soviético Alekséi Gúbarev.